# Colpodium nutans
Colpodium nutans är en gräsart som först beskrevs av Otto Stapf, och fick sitt nu gällande namn av Norman Loftus Bor. Colpodium nutans ingår i släktet Colpodium, och familjen gräs. Inga underarter finns listade i Catalogue of Life.